# Saeki-ku
Saeki-ku (佐伯区?) è uno degli otto quartieri amministrativi della città di Hiroshima, in Giappone.